# Tobias Goldschmidt

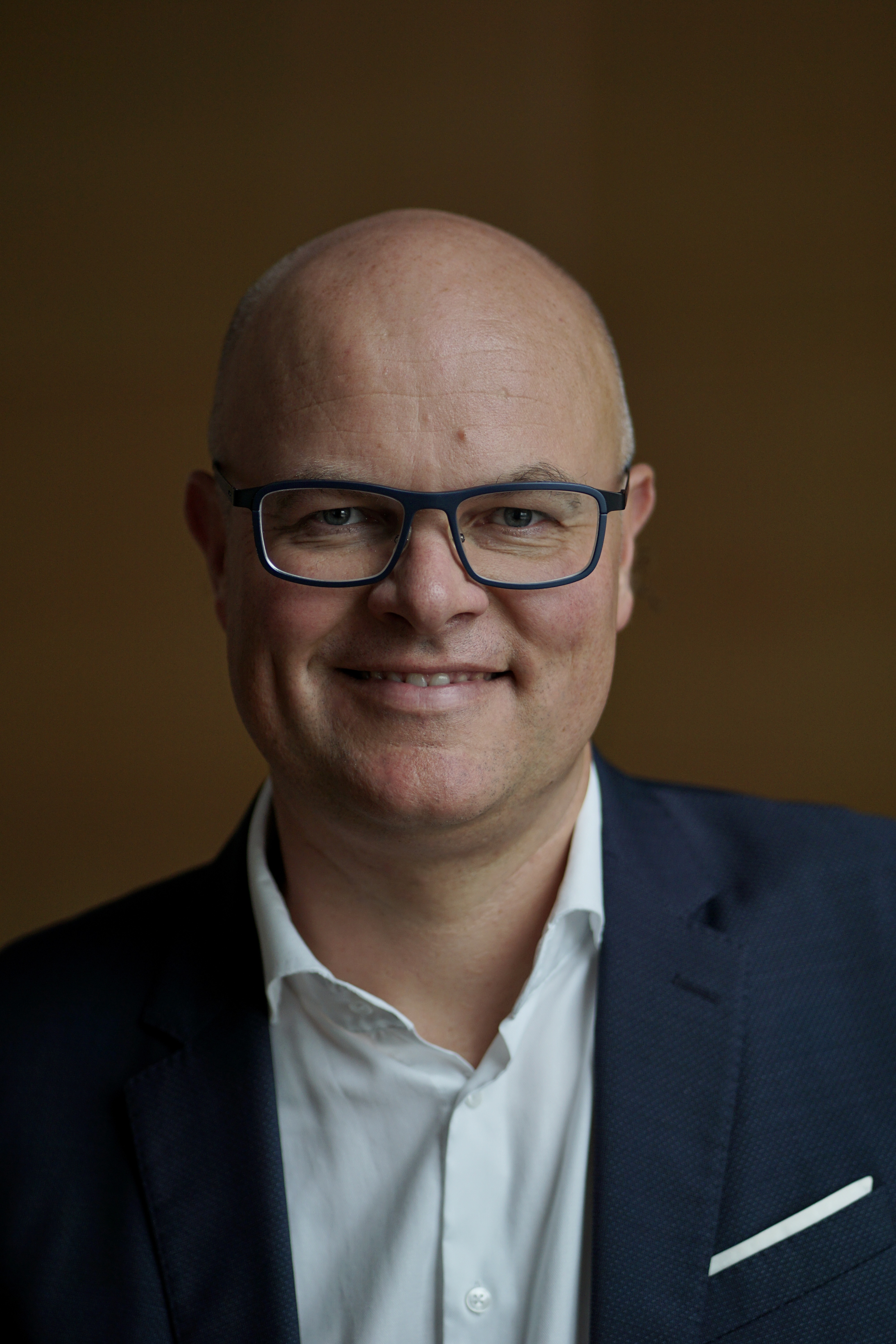
Tobias Goldschmidt (2024)

Tobias Goldschmidt (* 16. September 1981 in Haselünne) ist ein deutscher Politiker (Bündnis 90/Die Grünen). Er ist seit dem 29. Juni 2022 Minister für Energiewende, Klimaschutz, Umwelt und Natur des Landes Schleswig-Holstein. Zuvor war er von 2017 bis 2022 Staatssekretär im Ministerium für Energiewende, Landwirtschaft, Umwelt, Natur und Digitalisierung des Landes Schleswig-Holstein.

## Werdegang
Goldschmidt absolvierte ein Studium der Politikwissenschaft an der FU Berlin und an der Georgetown University in Washington, D.C., das er mit dem Diplom abschloss. Nach dem Studium arbeitete er als Kommunikationsberater in Berlin. 2012 wechselte er ins Ministerium für Energiewende, Landwirtschaft, Umwelt, Natur und Digitalisierung des Landes Schleswig-Holstein. Er war zunächst Referatsleiter der Koordinierungsstelle und Leiter der Stabsstelle Energiepolitik, im Anschluss daran Referatsleiter für Grundsatzfragen der Energie-, Agrar- und Umweltpolitik. Seit 2017 ist er Mitglied im Beirat der Bundesnetzagentur.
Vom 28. Juni 2017 bis Juni 2022 war Goldschmidt Staatssekretär im Ministerium für Energiewende, Landwirtschaft, Umwelt, Natur und Digitalisierung des Landes Schleswig-Holstein. Am 29. Juni 2022 wurde er von Ministerpräsident Daniel Günther als Minister für Energiewende, Klimaschutz, Umwelt und Natur in die Landesregierung von Schleswig-Holstein (Kabinett Günther II) berufen. Goldschmidt ist Mitglied des Bundesrates.
Er ist verheiratet und hat drei Kinder.

## Politische Positionen

### Energiepolitik
Goldschmidt ist Verfechter einer marktgetriebenen Energiewendepolitik. Zur Stärkung der Marktmechanismen fordert er eine Teilung der deutschen Stromgebotszone. Seiner Auffassung nach würde diese Anreize dafür schaffen, dass sich industrielle Großverbraucher in der Nähe hoher Erzeugungskapazitäten aus erneuerbaren Energien ansiedelten und damit den Netzausbau entlasten. Zudem würden Investitionsanreize für mehr Versorgungssicherheit im in den Verbrauchszentren in Süddeutschland entstehen.
Goldschmidt setze sich für die Einführung einer eigenständigen Energieministerkonferenz (EnMK) der Länder ein. 2024 übernahm Schleswig-Holstein im zweiten Jahr des Bestehens der Konferenz den Vorsitz.

### Umweltpolitik
Goldschmidt setzt sich für eine Stärkung des Umwelt- und Naturschutzes ein. Er warb 2023 für die Gründung eines Nationalparks in der Schleswig-Holsteinischen Ostsee. Zudem setzt er sich für eine ökologische Neuausrichtung der europäischen Agrarförderung ein. Öffentliche Gelder sollten seiner Auffassung nach nur für gesellschaftliche Leistungen und den Schutz der natürlichen Lebensgrundlagen eingesetzt werden.